# Burgplatz 3–7 (Weimar)

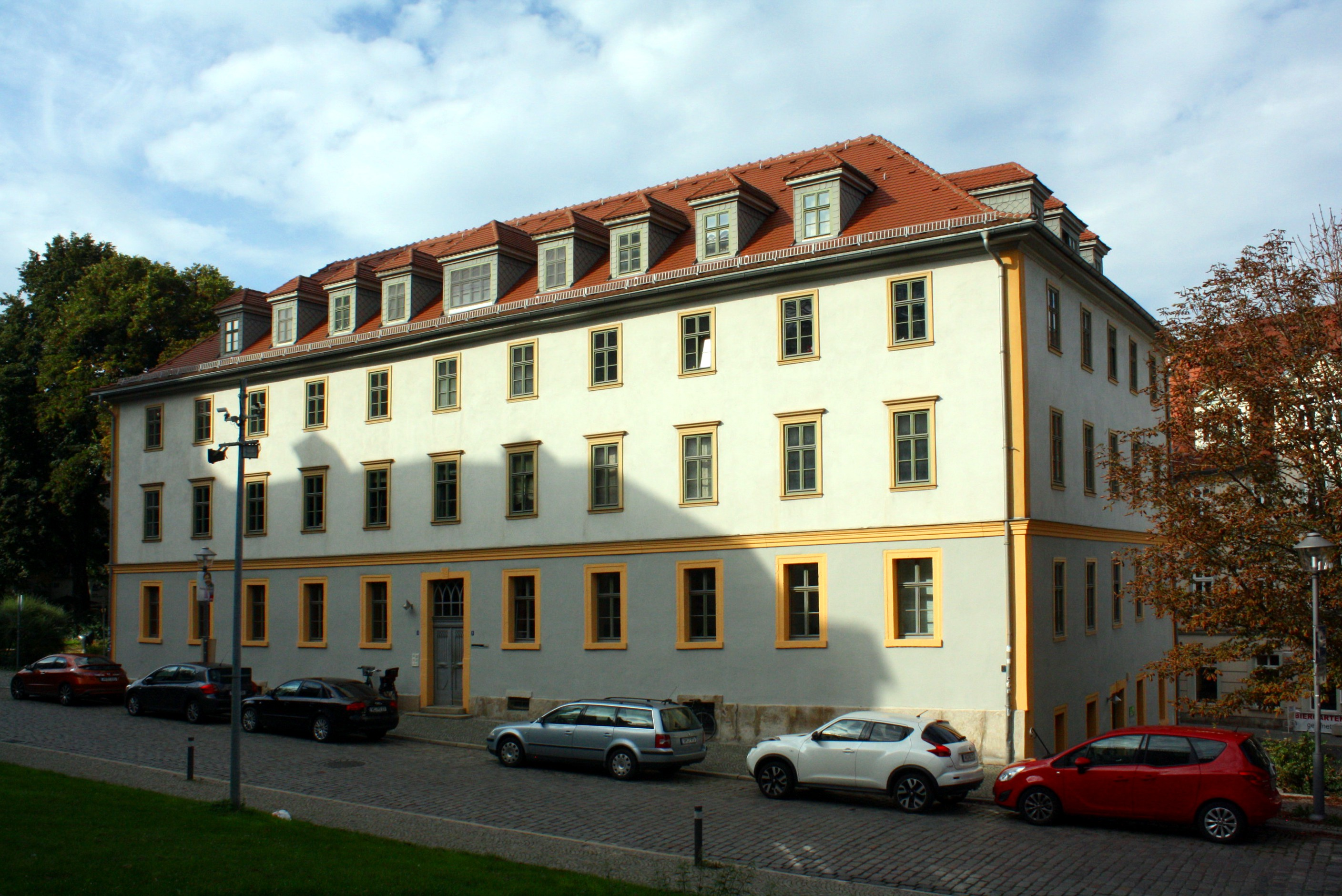
Burgplatz 3–7

Das Haus Burgplatz 3/5/7 in Weimar steht mitten auf dem Burgplatz gegenüber dem Löwenportal des Weimarer Stadtschlosses bzw. der ACC Galerie und diente einst als Bankhaus.
Es war das Bankhaus von Israel Julius Elkan (1780–1839). Der aus Rudolstadt stammende August Callmann (1804–1869) kam in den 1820er Jahren nach Weimar und ging im Bankhaus seines Onkels Israel Julius Elkan in die Lehre. Nach dem Tod Julius Elkans 1839 führte August Callmann das zu dieser Zeit einzige Bankhaus Weimars gemeinsam mit Hermann Moritz, einem Schwiegersohn Julius Elkans, weiter. Auch die Lage des Gebäudes macht klar die enge Beziehung Elkans als Hofbankier zum Hof.
Das mehrgeschossige Gebäude von 4 unterschiedlich großen Hausteilen mit einem Innenhof war seit 1816 Sitz des von Julius Elkan gegründeten Bankhauses. Der Vorbesitzer war Johann Christian Wiegand. Am Eingang stehen die Initialen J.C.W.
Das Gebäude steht auf der Liste der Kulturdenkmale in Weimar (Einzeldenkmale). Es ist heute Wohn- und Geschäftshaus.